# 베를린 라트하우스 슈테글리츠역
베를린 라트하우스 슈테글리츠역(Bahnhof Berlin Rathaus Steglitz)은 베를린 슈테글리츠첼렌도르프구의 슈테글리츠에 위치한 철도역이자 U9의 도시 철도역이다. 지상역에는 베를린 S반 S1 노선의 열차가 정차한다. 베를린-마그데부르크선의 베를린-포츠담 구간이 개통된 1839년 6월 13일부터 영업을 개시한 베를린 내에서 역사가 가장 긴 역 중 하나이다.

## 간선 철도
1839년 6월 13일 포츠담 방면 베를린-마그데부르크선이 개통하면서 슈테게리츠(Stegelitz, 1870년 이후 슈테글리츠(Steglitz))역으로 개업했다. 1845년에 영업을 중단했다가 1864년에 재개업했다. 1883년에 이 역 일대에서 철도 사고가 발생한 후 1884년부터 1886년까지 역 주변 선로를 고가화했다. 1920년 이후에는 베를린 슈테글리츠역(Berlin-Steglitz)으로 개명되었다.
1891년 10월 신 반제선 개통 당시 슈테글리츠역부터 첼렌도르프역까지의 구간이 직류 750 V로 전철화되었다. 1900년부터 1902년까지 포츠담역에서 슈테글리츠 경유 첼렌도르프까지의 시험 운행에 사용되었다. 반제선의 정규 전동차 운행은 1933년 5월부터였다.
지상역은 아우토반 103호선 근처에 있다. 1873년 건설된 지상역 대합실 건물은 1965년에 아우토반 건설로 인해서 철거되었다. 1910년에 건설된 동부 출입구 근처의 대합실 건물은 보존되어 있다. 독일국영철도에서는 역 인근의 건물을 임대하여 매표소로 사용했고, 1990년대 초반에 영업을 중지했다. 1980년 9월부터는 서베를린 S반 파업으로 열차 운행이 중단되었다. 1985년 2월 1일 서베를린 BVG에서 영업권을 양도받으면서 열차 운행이 재개되었다. 1988년 말부터 1990년 8월까지 S반 노선이 화물선으로 우회되었고 임시로 승강장이 설치되었다. 지하철역과의 이름을 맞추기 위해서 1992년 5월 31일 라트하우스 슈테글리츠역으로 개칭되었다.
S반 승강장에는 엘리베이터가 설치되어 있다.
선로 동쪽 과거 마그데부르크선의 선로에는 슈테글리츠 화물역이 있었다. 화물역은 철거되었고 부지는 다른 용도로 사용 중이다.

## 도시 철도

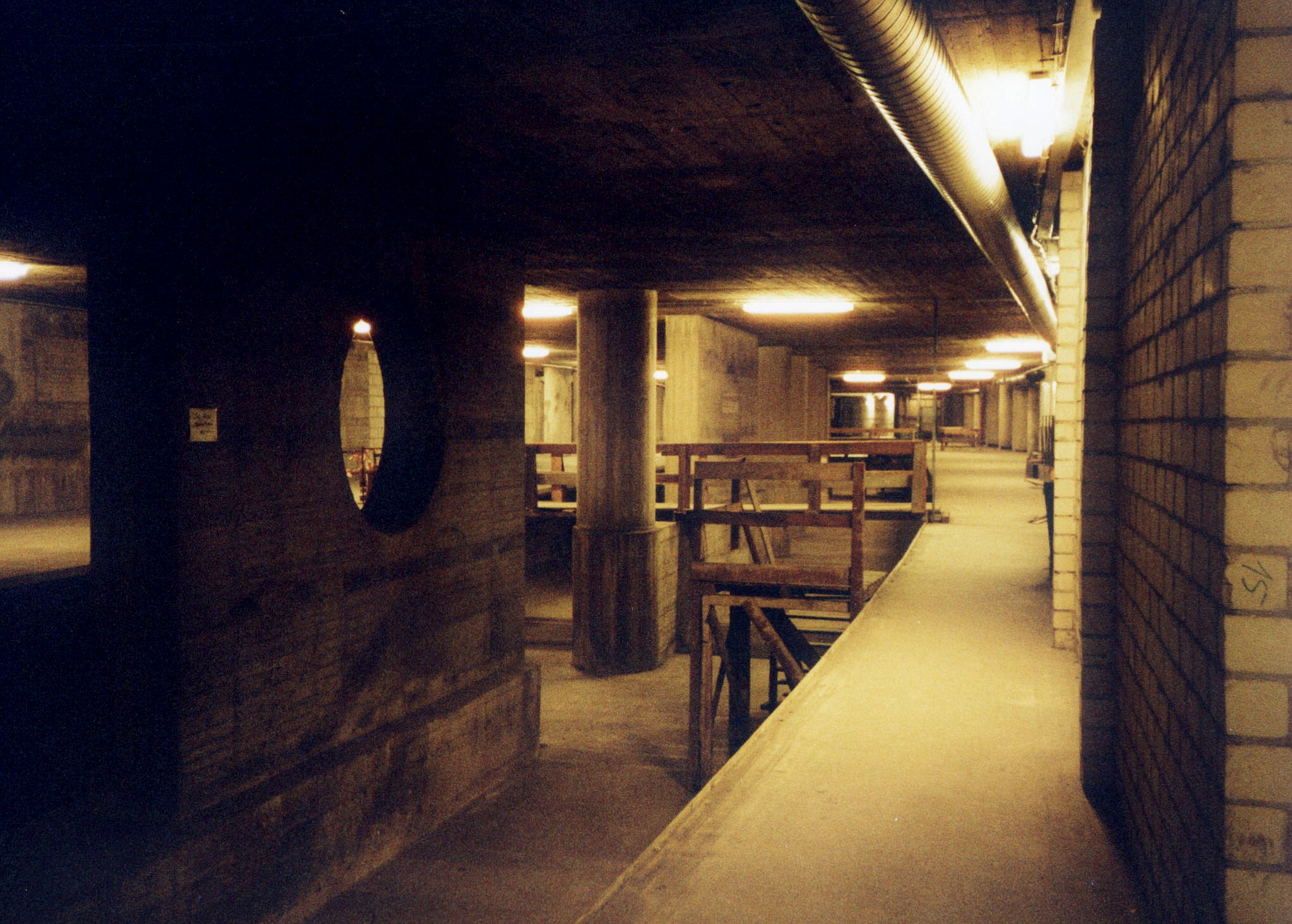
계획되었던 U9 승강장

도시 철도역은 U9의 발터슈라이버플라츠-라트하우스 슈테글리츠 연장 구간이 개통된 1974년 9월 30일에 개통했다. 에스컬레이터와 엘리베이터가 설치되어 있다. 이 역은 U10과의 환승역이자 분기역으로 계획되었으며, 전역인 슐로스슈트라세역과는 다르게 두 노선의 승강장이 떨어져 있다.
원래의 U10 노선은 슈테글리츠 병원(Klinikum Steglitz, 오늘날의 샤리테 벤자민 프랭클린 캠퍼스) 방면으로 진행할 예정이었고, U9 노선은 S반 정차역 방면으로 회전할 예정이었다. 1984년까지는 U10 건설 계획안이 실행 가능성을 가지고 있었으나, S반 재개통으로 인하여 중복 노선이 되어 우선 순위를 잃었고 1993년에는 완전히 취소되었다. 계획된 U9용 상대식 승강장에서 더 나아가서 종착역에 필요한 인상선을 건설하려면 S반 선로를 통과해야 했고, 동독 독일국영철도의 허가를 받아야 했다. 이를 피하기 위해서 U10용 섬식 승강장으로 열차 운행을 조정했으며, S반과의 환승 거리 증가도 불가피했다.
1984년 BVG에서 서베를린 S반 영업권을 양도받은 후에야 원래 U9 노선의 계획된 터널을 건설할 수 있었다. 실제 공사는 1989년부터 1990년까지의 S반 유지보수 공사와 같이 진행되었다. 이 과정에서 더 이상 사용하지 않았던 간선 화물선에 임시 S반 승강장을 설치했고, 역 주변 철교도 2층 버스가 통과할 수 있도록 높이가 조정되었다. 독일 통일 이후에는 U9 승강장을 임시 숙소로 사용했다. U9, U10 노선 연장 및 건설이 모두 취소되면서 이 역 남쪽으로 향하는 선시공부도 더 이상 사용되지 않는다.
지하 중간층에서는 슈테글리츠 구청(Rathaus Steglitz)과 슈테글리처 크라이젤(Steglitzer Kreisel)로 향하는 통로가 개설되어 있다. 역사는 라이너 륌러가 설계했다. 빨간색과 은색의 대형 도형으로 역 외벽을 구성했으며, 역명은 크게 드러나 있다. 천장에는 1970년대 기준으로 거대한 원형 구조물이 붙어 있으며, 조명 시설로도 기능했다. 대합실에는 발데마르 그리메크(Waldemar Grzimek)가 설계한 철제 케르베로스 조각상이 있다. 역 북동쪽에는 건설 당시인 1974년에 지하철이 개통되어 있었던 세계의 도시 이름이 새겨진 판이 있다.
길어진 환승 거리 때문에 지하 공간이 혼동된다는 지적이 있었고, BVG에서는 1988년 역의 일부를 폐쇄했다. 이 과정에서 승강장으로 향했던 세 번째 출입구도 폐쇄되었다. 2018년 11월에는 역사 보수 공사로 인하여 폐쇄된 에스컬레이터를 대체하는 목적으로 임시로 출입구가 개방되었다. 2005년에는 역 일부 개보수공사가 진행되었고, 2006년 3월에는 과거 슈테글리츠 구청 뒤에 있는 다스 슐로스(Das Schloss) 쇼핑 센터로 향하는 지하 통로가 개통되었다. 2013년에는 역 전체 개보수공사와 엘리베이터 설치 작업이 계획되었고, 예산으로 2320만 유로가 소요될 예정이다. 개보수공사 착공은 2015년으로 연기되었고, 2022년에 완공되었다.

## 인접 정차역
라트하우스 슈테글리츠역은 베를린 남서부의 주요 버스 환승 결절점이다. 슐로스슈트라세(Schloßstraße), 알브레흐트슈트라세(Albrechtstraße), 쿨리크스호프슈트라세(Kuhligkshofstraße)에 버스 정류장이 설치되어 있다. 베를린 버스 M48, M82, M85, X83, 170, 186, 188, 282, 283, 284, 285, 380, N9, N88번이 정차한다. 정류장에는 번호가 매겨져 있으며, 6, 7, 8번 승강장은 슈테글리처 크라이젤의 버스 승강장에 있다.
| 베를린 S반                             | 베를린 S반 | 베를린 S반                            |
| -------------------------------------- | ---------- | ------------------------------------- |
| 포이어바흐슈트라세 오라니엔부르크 방면 | S1         | 보타니셔 가르텐 베를린 반제 방면      |
| 베를린 지하철                          |            |                                       |
| 시·종착역                              | U9         | 슐로스슈트라세 오슬로어 슈트라세 방면 |

## 참고 문헌
- Denkmalpflege-Verein Nahverkehr Berlin: U8 – Geschichte(n) aus dem Untergrund. GVE, Berlin 1994. ISBN 3-89218-026-1.